# Quac
¡Quac! El Noticero fue un programa de televisión emitido en Colombia entre 1995 y 1997. Fue producido por RTI Televisión cuando inició por la televisión pública en 1995, programadora colombiana de la Cadena Uno de Inravisión y se emitió en el horario de las 19:00 (más adelante tuvo una segunda emisión a las 23:00, también los domingos). Su nombre alude no sólo a la voz de los patos, sino también como una parodia al noticiero QAP.
Este programa, de contenido humorístico-político, fue presentado y actuado por Jaime Garzón y secundado por Diego León Hoyos, en el papel de María Leona Santo Domingo (un personaje cuyo nombre se burla del empresario colombiano Julio Mario Santo Domingo y de la marca de cerveza Leona del empresario Carlos Ardila Lülle). Los libretos estaban a cargo de Antonio Morales Riveira y Miguel Ángel Lozano y con un leve paso de Eduardo Arias.
No sólo se satirizaba a personajes reales de la vida nacional de Colombia y del mundo como Álvaro Uribe, Ernesto Samper, Noemí Sanín, Myles Frechette, Fernando Botero Zea, Horacio Serpa Uribe, Álvaro Gómez Hurtado, altos mandos militares como los generales Harold Bedoya y Rito Alejo del Río denominado como el pacificador de Urabá y jefes paramilitares como Carlos Castaño entre otros. También se satirizaba los hechos que en aquella época estremecían a Colombia como el proceso 8000 además de la expansión paramilitar en el país y la crisis de orden público en el Urabá antioqueño. También inventó personajes como Néstor Elí (de vigilante del Edificio Colombia), Godofredo Cínico Caspa (Odiado por María Leona y se desempeñaba como abogado ultraconservador), Quemando Central (oficial del ejército), John Lenin (universitario manifestante), Dioselina Tibaná (cocinera palaciega), Inti de la Hoz (una periodista gomela del entretenimiento al estilo juvenil), William Garra (y diversas veces Farra y Narra, periodista listo) Carlos Mario Sarmiento Ganinsky (superempresario indolente) diciendo su frase ¡Qué tipo tan jarto!, Pastor Rebaño (amanerado, indolente y aristocrático obispo) y Frankenstein Fonseca (de corte necrofílico y siniestro). 
La frase con que se iniciaba el programa fue: Buenas noches, bienvenidos a la mayor desinformación de Colombia y el mundo, de manera autocrítica y sugestiva.